# Südtirol 1
Südtirol 1 ist ein Südtiroler Radiosender. 2012 erreichte der Sender eine Tagesreichweite von 93.000 Hörern in Südtirol und hatte dort mit 169.000 Hörern nach Ö3 (179.000) die zweitgrößte Hörerzahl. Der private Sender ist in seinem Programm Ö3 vergleichbar und dem Hörfunkformat Adult Contemporary zuzurechnen. Als Nachrichtenprogramme verwendet Südtirol 1 das Südtirol Journal, verbreitet wird der Sender via UKW und DAB+.

## Geschichte
Südtirol 1 wurde 2001 gegründet. Der Sender ging aus dem seit 1978 bestehenden Radio Sarner Welle hervor, das nach einem Eigentümerwechsel seine einstigen Frequenzen an Südtirol 1 übertrug. Nachdem 2004 die Eigentümergesellschaft des Senders den Konkurrenten Radio Tirol gekauft hatte, wurde 2008 ein gemeinsames neues Funkhaus in Kampill in Bozen bezogen. Seit 2017 gehört Südtirol 1 zum medialen Portfolio des Athesia-Konzerns.